# Javier Garrido Behobide
Ne pas confondre avec le footballeur Javier Garrido Ramírez.
Javier Garrido Behobide est un footballeur espagnol né le 15 mars 1985 à Irun, au Pays basque. Il joue au poste de défenseur latéral gauche.

## Biographie
Formé à la Real Sociedad, il intègre l'équipe première lors de la saison 2003-2004 et prend part à deux matchs de coupes. La saison suivante, il joue vingt-huit matchs toutes compétitions confondues et prend de l'ampleur dans l'effectif. Entre 2005 et 2006, il porte à quatre reprises le maillot de l'équipe d'Espagne espoirs.
Il rejoint le club anglais de Manchester City le 2 août 2007, après la relégation de son club formateur en Segunda División où il passe trois saisons avant de rejoindre le club italien de la Lazio Rome le 30 juillet 2010 à la suite du transfert d'Aleksandar Kolarov chez les Citizens. En août 2012, il est prêté avec option d'achat à Norwich City. Au terme de la saison, l'option d'achat est levée est il intègre définitivement le club anglais. Malheureusement, il joue peu lors de cette seconde saison est le club est rétrogradé en seconde division.
En manque de temps jeu malgré la relégation du club, il rejoint son pays natal en signant en faveur de Las Palmas. Il n'y reste qu'une saison puisque l'été suivant il rejoint l'AEK Larnaca à Chypre.

## Palmarès
Il remporte le Championnat d'Europe des moins de 19 ans en 2004 avec l'équipe d'Espagne U19.
AEK Larnaca
- Championnat de Chypre :
  - Vice-Champion : 2017